# Jamison Sint Jago
Jamison Sint Jago (Rincón, Bonaire, 27 de marzo de 2002) es un futbolista bonairense internacional absoluto con la Selección de fútbol de Bonaire. Actualmente juega como defensa en la UD Los Garres de España.

## Trayectoria

### Inicios
Formado en el fútbol base de Bonaire, Jamison destacó como defensor a una edad temprana y aún como juvenil comenzó a competir en la Liga de Bonaire fichando por el Real Rincón en 2019.

### Selección nacional
El isleño, siendo un habitual en las categorías inferiores del combinado nacional bonaerense, realizó una gran actuación en la primera ronda de la CONCACAF U-17 donde disputó cuatro encuentros, anotando un tanto y acabando como segundos clasificados del grupo C sin acceder a octavos de final de la competición, en la que los cuatro mejores participarían en la Copa Mundial U-17 de la FIFA celebrada en Brasil a finales de 2019. No obstante su mérito fue reconocido por el seleccionador nacional, Brian van den Bergh, quien le abrió las puertas de la  Selección absoluta de Bonaire.
El 6 de septiembre de 2019, con solo 17 años, Jamison hizo su debut como internacional absoluto con la Selección de fútbol de Bonaire en el encuentro oficial de Clasificación para la Liga de Naciones CONCACAF ante la Selección de fútbol de las Islas Vírgenes Británicas siendo titular y alzándose con el triunfo por 4-2. También se mediría ante Selección de fútbol de las Bahamas en esta ronda clasificatoria.

### España
Durante los enfrentamientos de Liga de Naciones CONCACAF que Jamison disputó con la absoluta de Bonaire en 2019, un miembro de un club español presente en el torneo en el mar Caribe entabló conversación con el jugador, y ese encuentro propició que varios meses después, en noviembre de 2020, el joven zaguero llegara a un acuerdo y finalmente pusiera rumbo a Europa, en concreto España para probar suerte en el fútbol europeo gracias a la invitación de la Unión Deportiva La Albatalía-La Arboleja, tratándose además del primer futbolista nacido en Bonaire en la historia del fútbol español. En enero de 2021 recala en el club juvenil de la UD Los Garres de Tercera División de España.

## Carrera deportiva

### Clubes
| Club                        | País    | Año         |
| --------------------------- | ------- | ----------- |
| Real Rincón                 | Bonaire | 2019 - 2020 |
| UD La Albatalía-La Arboleja | España  | 2020        |
| UD Los Garres U19           | España  | 2021        |

### Selección
| Selección   | País    | Año               |
| ----------- | ------- | ----------------- |
| Bonaire U17 | Bonaire | 2018 - 2019       |
| Absoluta    | Bonaire | 2019 - Actualidad |

#### Participaciones internacionales
| Logo  | Competición                    | Categoría | Sede                                      | Resultado     | Partidos | Goles |
| ----- | ------------------------------ | --------- | ----------------------------------------- | ------------- | -------- | ----- |
|       | CONCACAF U-17 2019             | U-17      | Estados Unidos                            | Primera Ronda | 4        | 1     |
|       | Liga de Naciones CONCACAF 2019 | Absoluta  | Bahamas, Curazao y San Cristóbal y Nieves | Liga C        | 3        | 0     |
| Total | Total                          | Total     | Total                                     | Total         | 3        | 0     |